# Hiob Schrendeisen
Hiob Schrendeisen (auch Job Schrendeysen, Schrendeißen, Schrindeisen, Schrindisen; * um 1460 in Gudensberg; † nach 1519 in ?) war ein landgräflich-hessischer Ministeriale und Bürgermeister von Kassel.

## Familie
Schrendeisen stammte aus einer wohlhabenden und angesehenen Bürgerfamilie. Sein Vater Ludwig war Schultheiß in der nordhessischen Stadt Gudensberg und war finanziell so gut gestellt, dass er seinen Landesherren, den Landgrafen Ludwig II. und Wilhelm II., beachtliche Summen Geldes leihen konnte. Seit 1458 hielt er auch das landgräfliche Untergericht zu Geismar zu Lehen. Zwei Mitglieder der Familie waren zu Hiob Schrendeisens Lebzeiten Kanoniker am St. Petri-Stift in Fritzlar, und sein Bruder Ludwig ist 1521 als Kanonikus am Kaiserdom St. Bartholomäus in Frankfurt am Main bezeugt. Sein zweiter Bruder, Hugo, ist 1490 als Küchenmeister des Landgrafen Wilhelm II. bekundet und soll bei der Erstürmung von Stuhlweißenburg 1490 durch König Maximilian I. einer der ersten auf der Stadtmauer gewesen sein. Seine Schwester Margarethe († 1568) war zuerst mit dem hessischen Kanzler Johannes Muth (1468–1504) verheiratet und heiratete 1506 den Fritzlarer Schöffen Philipp Katzmann aus dem bedeutendsten Fritzlarer Patriziergeschlecht, den Katzmann. Sie hatte aus der Ehe mit dem Kanzler Muth eine Tochter, Margaretha Muth. Nach Muths Tod war Schrendeisen als deren Oheim, zusammen mit dem mit ihm verschwägerten Kammermeister Georg Nußpicker, deren Vormund.

## Leben
Schrendeisen trat früh in landgräfliche Dienste. Ab 1482 war er Rentschreiber in Kassel, wo er 1485  Bürger wurde. 1501 ist er dort als Kammerschreiber bekundet, dann als Kammermeister. Im Jahre 1505 wurde er Bürgermeister in Kassel; in diesem Amt ist er auch noch 1512 bezeugt.
Im Februar 1510 war er einer der drei Bevollmächtigten (die beiden anderen waren der neu gewählte Landhofmeister Ludwig von Boyneburg zu Lengsfeld und Wilhelm von Dörnberg) der hessischen Landstände, die zu dem Kurfürsten Friedrich III. und dessen Bruder Johann nach Mühlhausen gesandt wurden, um deren Zustimmung zur landständischen Regentschaft während der Minderjährigkeit des damals sechsjährigen Landgrafen Philipp I.  einzuholen.  Im Sommer zuvor hatten die Landstände nach dem Tod des Landgrafen Wilhelm II. auf einem Landtag am Spieß einen neunköpfigen Regentschaftsrat gewählt, um eine Regentschaft der Landgrafenwitwe Anna von Mecklenburg zu verhindern.

## Ehe und Nachkommen
Hiob Schrendeisen heiratete vor 1498 Elisabeth von Wildungen, Tochter des hessischen Rentmeisters Henrich von Wildungen in Homberg (Efze), der dort von 1466 bis 1480 Bürgermeister und von 1485 bis 1524 Rentmeister war.  Die beiden hatten drei Söhne: Hiob, Balthasar und Henrich. Hiob war von 1526 bis 1538 Rentmeister in Homberg, wurde von Kaiser Karl V. beim Augsburger Reichstag am 22. Juli 1530 in den Reichsadel erhoben, und erhielt bei seinem Ausscheiden aus dem landgräflichen Dienst 1538 die Burg und das Gut Nassenerfurth zu Lehen, die er über seine Mutter geerbt hatte.